# Domenico Criscito
Domenico Criscito (Cercola, Nápoles, Italia, 30 de diciembre de 1986) es un exfutbolista italiano. Jugaba de defensa y su último equipo fue el Genoa C. F. C.

## Trayectoria
Criscito se hizo notar en el equipo juvenil del Genoa C. F. C., con el que debuta en la Serie B a los 16 años, en junio de 2003. En la temporada 2004-05 la Juventus adquirió la mitad de su pase y juega por 2 temporadas en el equipo Primavera. En este período, a menudo entrenándose con el primer equipo, se ganó algunas convocatorias, a los encuentros de la Liga de Campeones de la UEFA.

## Selección nacional
Fue internacional con la selección de fútbol de Italia en 26 ocasiones. Debutó el 12 de agosto de 2009, en un encuentro amistoso ante la selección de Suiza que finalizó con marcador de 0-0. El 13 de mayo de 2012 fue incluido en la lista preliminar de convocados para la Eurocopa 2012, sin embargo dos semanas después fue excluido de la plantilla por estar supuestamente involucrado en amaños de partidos.

### Participaciones en Copas del Mundo
| Mundial                        | Sede      | Resultado    |
| ------------------------------ | --------- | ------------ |
| Copa Mundial de Fútbol de 2010 | Sudáfrica | Primera fase |

## Clubes
| Club                     | País   | Año       |
| ------------------------ | ------ | --------- |
| Genoa C. F. C.           | Italia | 2002-2004 |
| Juventus F. C.           | Italia | 2004-2006 |
| Genoa C. F. C.           | Italia | 2006-2007 |
| Juventus F. C.           | Italia | 2007-2008 |
| Genoa C. F. C.           | Italia | 2008-2011 |
| Zenit de San Petersburgo | Rusia  | 2011-2018 |
| Genoa C. F. C.           | Italia | 2018-2022 |
| Toronto F. C.            | Canadá | 2022      |
| Genoa C. F. C.           | Italia | 2023      |

## Palmarés

### Títulos nacionales
| Título                | Club                     | País  | Año     |
| --------------------- | ------------------------ | ----- | ------- |
| Liga Premier de Rusia | Zenit de San Petersburgo | Rusia | 2011-12 |
| Liga Premier de Rusia | Zenit de San Petersburgo | Rusia | 2014-15 |
| Supercopa de Rusia    | Zenit de San Petersburgo | Rusia | 2015    |
| Copa de Rusia         | Zenit de San Petersburgo | Rusia | 2015-16 |
| Supercopa de Rusia    | Zenit de San Petersburgo | Rusia | 2016    |